# Championnat d'Allemagne de rugby à XV 2008-2009
Navigation
1. Bundesliga 2007-2008 1. Bundesliga 2009-2010
Le championnat d'Allemagne de rugby à XV 2008-2009 ou 1. Bundesliga 2008-2009 est une compétition de rugby à XV qui oppose les 8 meilleurs clubs allemands. La compétition commence à l'été 2008 et se termine par une finale le 23 mai 2009. 
La 1re phase de la compétition se déroule de l'été à l'automne 2008, reprend au printemps 2009 et est suivie d'une finale.

## Équipes participantes
Les huit équipes qualifiées pour le Meisterschaftrunde sont les suivantes :
1. Bundesliga Nord/Est
- DRC Hannover
- Berlin RC
- RK 03 Berlin

1. Bundesliga Sud/Ouest
- RG Heidelberg
- TSV Handschuhsheim
- SC Neuenheim
- Heidelberger RK
- SC 1880 Frankfurt
- RK Heusenstamm

## Meisterschaftrunde
| Rang | Club                  | J  | V  | N | D  | Bo | Bd | Pm  | Pe  | Diff | Pts |
| ---- | --------------------- | -- | -- | - | -- | -- | -- | --- | --- | ---- | --- |
| 1    | SC 1880 Frankfurt (T) | 16 | 16 | 0 | 0  | 6  | 0  | 693 | 227 | +466 | 70  |
| 2    | Heidelberger RK       | 16 | 14 | 0 | 2  | 0  | 0  | 464 | 212 | +252 | 56  |
| 3    | SC Neuenheim          | 16 | 12 | 0 | 4  | 1  | 0  | 423 | 287 | +136 | 49  |
| 4    | Berlin RC             | 16 | 12 | 0 | 4  | 0  | 0  | 441 | 328 | +113 | 48  |
| 5    | RG Heidelberg         | 16 | 11 | 0 | 5  | 2  | 0  | 323 | 281 | +42  | 46  |
| 6    | TSV Handschuhsheim    | 16 | 11 | 0 | 5  | 2  | 0  | 521 | 377 | +144 | 46  |
| 7    | RK Heusenstamm        | 16 | 7  | 0 | 9  | 1  | 0  | 336 | 515 | -179 | 29  |
| 8    | RK 03 Berlin          | 14 | 2  | 0 | 12 | 3  | 0  | 195 | 688 | -493 | 11  |
| 9    | DRC Hannover          | 16 | 0  | 0 | 16 | 0  | 0  | 176 | 657 | -481 | 0   |

|  | Qualifiés pour la finale (no 1, no 2). |
|  | Relégué (no 9).                        |
|  | T : tenant du titre                    |

Attribution des points : victoire sur tapis vert : 5, victoire : 4, match nul : 2, défaite : 0, forfait : -2 ; plus les bonus (offensif : 4 essais marqués ; défensif : défaite par 7 points d'écart ou moins).

## Finale
| 23 mai 2009 | SC 1880 Frankfurt | 11 - 8 | Heidelberger RK | Francfort Arbitre : Tietge |
| 23 mai 2009 |                   |        |                 | Francfort Arbitre : Tietge |
| 23 mai 2009 |                   |        |                 | Francfort Arbitre : Tietge |